# Robert Kwiatkowski (urzędnik)
Robert Kwiatkowski (ur. 1961 w Warszawie) – polski urzędnik państwowy i samorządowiec.
W latach 2005–2006 podsekretarz stanu w Ministerstwie Pracy i Polityki Społecznej, w latach 2016–2017 prezes zarządu Państwowego Funduszu Rehabilitacji Osób Niepełnosprawnych (PFRON).

## Życiorys
Absolwent Wydziału Prawa i Administracji Uniwersytetu Warszawskiego, a także Podyplomowego Studium Obronności Państwa w Akademii Obrony Narodowej.
W latach 1990–1994 był członkiem Zarządu Dzielnicy-Gminy Warszawa-Śródmieście, następnie do 1999 dyrektorem Biura Organizacyjnego Urzędu Gminy Warszawa-Centrum. Pełnił także funkcję dyrektora Urzędu Pracy miasta stołecznego Warszawy. W latach 2003–2005 był doradcą prezydenta stolicy Lecha Kaczyńskiego. 17 listopada 2005 powołany na stanowisko podsekretarza stanu w Ministerstwie Pracy i Polityki Społecznej, funkcję pełnił do czerwca 2006. 1 sierpnia 2006 Robert Kwiatkowski został wiceprezesem Polskiej Agencji Informacji i Inwestycji Zagranicznych, gdzie sprawował nadzór nad Departamentem Funduszy Strukturalnych, Zespołem do Spraw Funduszy Strukturalnych oraz Departamentem Obsługi Agencji.
W marcu 2016 wygrał konkurs na szefa Państwowego Funduszu Rehabilitacji Osób Niepełnosprawnych. Stanowisko objął z dniem 27 kwietnia 2016. Odwołany z funkcji, po przeprowadzeniu reorganizacji urzędu, 14 czerwca 2017. Po odejściu ze stanowiska prezesa PFRON był członkiem gabinetu politycznego ministra rodziny, pracy i polityki społecznej Elżbiety Rafalskiej.